# Gattico-Veruno
Gattico-Veruno är en kommun i provinsen Novara i regionen Piemonte i Italien. Kommunen hade 5 262 invånare (2019).
Kommunen Gattico-Veruno bildades den 1 januari 2019 genom en sammanslagning av de tidigare kommunerna Gattico och Veruno.